# Birgit Õigemeel
Birgit Õigemeel (Kohila, 24 september 1988) is een Estisch zangeres.

## Biografie
Õigemeel werd bekend bij het grote publiek door haar deelname aan Eesti Otsib Superstaari 2007, het eerste seizoen van de Estische versie van Idool. Ze won deze talentenjacht en kreeg hiervoor een platencontract. In 2008 nam ze deel aan het toenmalige Eurolaul, de Estische voorronde voor het Eurovisiesongfestival. Met het nummer 365 day bereikte ze de finale, waarin ze derde werd. In 2012 waagde ze opnieuw haar kans in de nationale preselectie, die sedert 2009 onder de naam Eesti Laul bekendstaat. Met het nummer You're not alone werd ze wederom derde. Een jaar later was het wel raak. Met het nummer Et uus saaks alguse won ze de nationale finale, waardoor ze in mei haar vaderland mocht vertegenwoordigen op het Eurovisiesongfestival 2013 in het Zweedse Malmö. Daar stootte ze door tot de finale, waarin ze als twintigste eindigde.
Õigemeel kreeg in oktober 2013 een zoon.